# قاتل هندي (رواية)
قاتل هندي هي رواية من تأليف شيرمان أليكسي، تتناول قصة قاتل متسلسل في مدينة سياتل واشنطن، حيث يقوم بسلخ فروة رأس الرجال البيض. و بسبب هذه التنقية، يطلق عليه «القاتل الهندي». والخوف المتزايد يثير موجة من العنف المعادي للأمريكيين الأصليين والعداء العنصري.

## الحبكة
قاتل متسلسل يرهب سياتل، يصيد ويسلخ فروة رأس الرجال البيض. إن جرائم ما يسمى ب «القاتل الهندي» تثير موجة من العنف والكراهية العنصرية ضد السكان الأمريكيين الأصليين.
جون سميث ولد هنديا وتربى على يد البيض، ويتوق بشدة إلى تراثه المفقود ويسعى إلى هويته الحقيقية المراوغة، كما أنه يحارب المرض العقلي الشديد الذي ابتلاه منذ الطفولة. يقابل ماري الناشطة الهندية التي أغضبها أشخاص مثل جاك ويلسون، الكاتب الغامض الذي يدعي أنه من أصول هندية. كشخصية إذاعية متعززة تحرض شاحنة شوتلز البيض على طلب الانتقام، تزداد الضغوطات ويكافح سميث من أجل تخفيف الغضب الذي يحيط به.

## الاستقبال
كتب الناشرون الأسبوعيون "هذه الرواية تقدم أدلة وافرة على موهبة واعدة للغاية تمتد على نطاقها". وقال الاستعراض التحريري عن أمازون.كوم: "رواية أليكسي الجديدة هي خروج عن عمله السابق الغنائي والمضحك" وأن أليكسي طبق القصة بمضاعفات وشخصيات فرعية".كتبت صحيفة نيويورك تايمز،" من الصعب عدم جعل القاتل الهندي أن يبدو كئيباً بشكل لا يصدق. ومع ذلك، من خلال لمحات من النبرة الساردونية، الفكاهة التي يستخدمها الهنود لتخفيف الألم ". وقال شيرمان أليكسي إن القاتل الهندي هو "رواية جيدة عن القتل بين الأعراق ".

## النسخة السينمائية
في التسعينات، خططت أليكسي لتوجيه نسخة سينمائية من فيلم القاتل الهندي، ولكن الفيلم لم يتم صنعه قط.

## الشخصيات
الشخصيات الرئيسية
- جون سميث
- ماري بولاتكين
- جاك ويلسون
- كلارنس ماثر
- شاحنة شولتز

الشخصيات الثانوية
- ريجي بولاتكين
- مارك جونز
- رئيس العمال
- آرون روجرز
- ديفيد روجرز
- أوليفيا سميث
- دانيال سميث
- إريك كلانسي